# 周伟 (宪法学者)
周伟（1956年-）是中国宪法学者，先后在云南师范大学政教系、四川省人大常委会法制工作委员会、上海交通大学法学院工作。现任四川大学法学院教授，兼任中国人权研究会理事，中国宪法学研究会常务理事等。代理了具有宪法诉讼效果的身高歧视、乙肝歧视、性别歧视、年龄歧视、长相歧视、地域歧视、社会出生歧视（重庆同命不同价）、基因歧视、残疾歧视等影响性案件，在促进国家公务员体检标准、人身损害赔偿城乡标准和男女同龄退休政策、取消公务员体检中的基因检测项目中的起到了法律倡导作用。

## 经历
- 周伟1988年自西南政法学院获法学硕士学位，1998年6月于武汉大学获法学博士学位。曾在四川省人民代表大会法制委员会任职，后任四川大学法学院教授。
- 周伟自2000年起代理了多起宪法权利诉讼，其中著名的有2002年蒋韬的身高歧视案，2003年张先著的乙肝歧视案等。

## 主要代表作

### 独著
- 《人民法院审判观点汇纂:最高人民法院公报宪法.行政法.刑法.诉讼法.经济法.社会法案例(1985-2010) 》，北京大学出版社2012年；
- 《人民法院审判观点汇纂:最高人民法院公报民商事案例》，北京大学出版社2011年；
- 《禁止就业歧视的法律制度与中国的现实》，法律出版社2008年；
- 《反歧视法研究：理论、立法与案例》，法律出版社2008年；
- 《宪法解释方法与案例研究——法律询问答复的视角》，法律出版社2007年；
- 《宪法基本权利·理论·规范·应用》，法律出版社2006年；
- 《中国劳动就业歧视：法律与现实》 ，法律出版社2006年；
- 《宪法基本权利司法救济研究》，中国人民公安大学出版社2005年；

### 合著
- 《法庭上的宪法：平等自由与反歧视的公益诉讼》， 山东人民出版社2011年；
- 《禁止就业歧视的法律制度和中国的现实》， 法律出版社2008年；
- 《禁止就业歧视：国际标准和国内实践》 ，法律出版社2006年；
- 《完善民族区域自治法问题研究》，四川人民出版社1998年。

### 译著
- 《德国行政法》，山东人民出版社2006年。

### 中文
- [四川法制报：http://legal.scol.com.cn/2010/03/19/2010031920032402003.htm（页面存档备份，存于）]
- [成都商报：https://web.archive.org/web/20131230234930/http://e.chengdu.cn/html/2009-10/11/content_82805.htm]
- [华西都市报：http://wccdaily.scol.com.cn/epaper/hxdsb/html/2009-07/29/content_78269.htm（页面存档备份，存于）]
- [网易：https://web.archive.org/web/20131230235542/http://news.163.com/09/0729/07/5FCG3ODA000120GR.html]
- [中国青年报：http://zqb.cyol.com/content/2009-09/09/content_2844166.htm（页面存档备份，存于）]
- [工人日报：http://news.workercn.cn/onlinepaper/2009_08/16/GR0205.htm%5B%5D]
- [凤凰网：http://news.ifeng.com/mainland/detail_2010_09/06/2441304_0.shtml（页面存档备份，存于）]
- [人民网：https://web.archive.org/web/20131230232811/http://health.people.com.cn/GB/10715500.html]
- [人民网：http://unn.people.com.cn/GB/14748/10746934.html（页面存档备份，存于）]
- [新华网：http://news.xinhuanet.com/legal/2010-08/11/c_12435654.htm（页面存档备份，存于）]
- [新华网： http://news.xinhuanet.com/legal/2010-02/03/content_12923987_1.htm（页面存档备份，存于）]
- [光明网：http://www.gmw.cn/content/2010-08/12/content_1212313.htm（页面存档备份，存于）]
- [中国青年报：http://zqb.cyol.com/content/2010-01/13/content_3036671.htm（页面存档备份，存于）]
- [中国日报：http://www.chinadaily.com.cn/dfpd/2009-12/29/content_9242835.htm（页面存档备份，存于）]
- [南方周末：http://www.infzm.com/content/49099（页面存档备份，存于）]
- [南方网：http://law.southcn.com/c/2010-09/06/content_15582218.htm（页面存档备份，存于）]
- [央视网：https://web.archive.org/web/20131230235850/http://space.tv.cctv.com/video/VIDE1262882221013887]
- [法制网：http://www.legaldaily.com.cn/legal_case/content/2010-04/21/content_2120854.htm?node=22953（页面存档备份，存于）]

### 英文
- http://www.chinadaily.com.cn/usa/2010-08/12/content_11145238.htm
- http://english.peopledaily.com.cn/90001/90776/90882/6869339.html（页面存档备份，存于）
- http://www.china.org.cn/china/2010-08/12/content_20692353.htm（页面存档备份，存于）
- http://edition.cnn.com/2004/LAW/05/31/dorf.height.discrimination/index.html（页面存档备份，存于）
- http://papers.ssrn.com/sol3/papers.cfm?abstract_id=1672053（页面存档备份，存于）
- http://www.chinareview.info/issue2/pages/main1.htm（页面存档备份，存于）
- http://www.economist.com/node/1011419（页面存档备份，存于）
- http://icon.oxfordjournals.org/content/early/2009/03/16/icon.mop001.full
- http://www.china.org.cn/english/2002/Feb/27798.htm（页面存档备份，存于）
- https://litigation-essentials.lexisnexis.com/webcd/app?action=DocumentDisplay&crawlid=1&doctype=cite&docid=45+Colum.+J.+Transnat'l+L.+114&srctype=smi&srcid=3B15&key=3f121a08765da3024034694afa14a46%5B%5D
- http://writ.news.findlaw.com/dorf/20040526.html（页面存档备份，存于）
- https://web.archive.org/web/20100714012346/http://www.law.yale.edu/intellectuallife/clcformervisitingscholars.htm
- https://web.archive.org/web/20130325055139/http://martinfrost.ws/htmlfiles/june2012/wn2294.html#marriage